# Searching for Jerry Garcia
Searching for Jerry Garcia – drugi album studyjny amerykańskiego rapera Proofa. Został wydany 9 sierpnia 2005 roku.
Płyta zajęła 65. miejsce na liście USA Billboard 200. Tytuł nawiązuje do jednego z członków Grateful Dead (Jerry'ego Garcii). Data premiery albumu, 9 sierpnia 2005, to także dziesiąta rocznica śmierci Garcii. 

## Lista utworów
| Nr | Tytuł                | Czas | Wykonawcy                    |
| -- | -------------------- | ---- | ---------------------------- |
| 1  | "Knice"              | 1:22 | Proof                        |
| 2  | "Clap Wit Me"        | 2:41 | Proof                        |
| 3  | "Bilboa's Theme"     | 3:11 | Proof                        |
| 4  | "When God Calls..."  | 0:29 | Proof                        |
| 5  | "Forgive Me"         | 4:15 | Proof 50 Cent                |
| 6  | "Purple Gang"        | 3:36 | Proof                        |
| 7  | "Nat Morris"         | 0:34 | Proof                        |
| 8  | "Gurls wit' da Boom" | 4:01 | Proof                        |
| 9  | "High Rollers"       | 3:40 | Proof B-Real Method Man      |
| 10 | "Rondell Beene"      | 1:20 | Proof                        |
| 11 | "Pimplikeness"       | 5:10 | Proof D12                    |
| 12 | "Ali"                | 3:38 | Proof MC Breed               |
| 13 | "No. T Lose"         | 3:30 | Proof King Gordy             |
| 14 | "Jump Biatch"        | 3:34 | Proof                        |
| 15 | "M.A.D."             | 3:26 | Proof Rude Jude              |
| 16 | "72nd & Central"     | 4:53 | Proof Obie Trice J-Hill      |
| 17 | "Sammy Da Bull"      | 4:48 | Proof Nate Dogg Swifty McVay |
| 18 | "Black Wrist Bro's"  | 3:22 | Proof 1st Born               |
| 19 | "Slum Elementz"      | 3:57 | Proof T3 Mudd                |
| 20 | "Kurt Kobain"        | 4:50 | Proof                        |